# مركز بنغازي الطبي

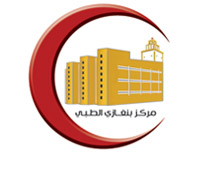
شعار المركز

مركز بنغازي الطبي "Benghazi Medical Center" أو «مستشفى 1200 سرير» كما يعرف. تم إنشاءه في سبعينيات من القرن العشرين، وتأجل إكماله حتى بداية سنة 2006. وهو أكبر مستشفى في مدينة بنغازي الليبية.
تعهدت جمهورية فرنسا والاتحاد الأوروبي سنة 2007 بتجهيزه واستكمال المركز وإدارته، وتحويله إلى مركز متميز على المستوى الإقليمي، وتدريب الكوادر الطبية والطبية المساعدة. تم افتتاح المرحلة الأولى من المركز في مارس 2009.

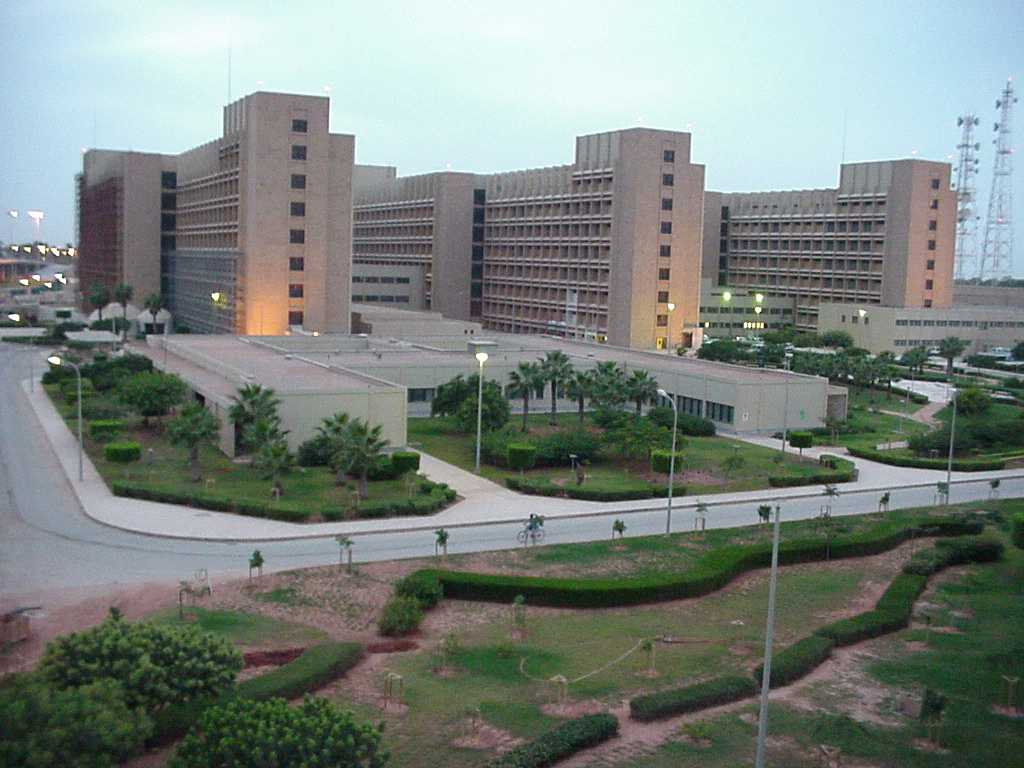
مركز بنغازي الطبي

## أقسام المستشفى
ينقسم المركز الطبي إلى عدة أقسام:
أولا الاقسام العلاجية
- قسم العيادات الخارجية
- قسم الجراحة وبه الجراحة العامة وجراحة الثدي والغدد الصماء والتجميل والاوعية الدموية
- قسم الباطنة وبه القلب والجهاز الهضمي والروماتيزم والجهاز التنفسي والباطنة العامة والاورام وأمراض الدم
- قسم النساء وبه أمراض النساء وأورام النساء

ثانيا الاقسام التشخيصية
- قسم المختبرات الطبية ومصرف الدم.
- قسم العلاج الطبيعى والتأهيل.
- أقسام الأشعة التشخيصية والعلاجية.
- وحدات التصوير الطبى والفحوصات المحورية (Cat –mri – us).
- قسم الطب النووي للتشخيص والعلاج.
- وحدات فحص وجراحة القلب والأوعية.
- مبنى العمليات الجراحية الرئيسي والوحدات الاضافية للعمليات الجراحية، حيث يبلغ اجمالي عدد غرف العمليات بالمركز 24 غرفة عمليات.
- وحدة زراعة الأعضاء.
- قسم فحوصات القلب والأوعية.
- الوحدات التعليمية والتدريبية المتمثلة في عدة مدرجات وقاعات تدريسية ومكتبة طبية.
- مجمع عيادات التدريس والمتابعة لحوالى 25 تخصص طبى أساسي وفرعى دقيق.
- الصيدلية المركزية.
- وحدات الإسعاف والطوارئ وعيادات التقييم، وتتكون من منظومة متكاملة من عيادات التقييم ووحدات الإسعاف والملاحظة وملحقاتها ووحدة المناظير التشخيصية والعلاجية.
- وحدة الأورام والعلاج الكيماوي.
- الإدارة الطبية الداخلية، ووحدات اتمام اجراءات الدخول.
- ثالثا الملحقات الخدمية ووحدات الدعم.
- وحدة الاتصالات
- وحدة تقنية المعلومات

كما يرتبط المركز بمجموعة من الأقسام والوحدات الخدمية مباشرة وبواسطة أنفاق وممرات تحت وفوق الأرض مثل:
- المطبخ وغرف الطعام.
- المغسلة.
- التعقيم المركزي.
- وحدات صيانة المعدات الطبية.
- مبنى الطب الشرعي.
- منظومة مباني مولدات الطاقة والتكييف المركزي والغازات الطبية.
- مباني المخازن.
- مبنى الإدارة الخارجية.
- مبنى المحلات التجارية والمصرف والمطاعم الخارجية.
- وحدة الصيانة العامة والتشغيل الكهروميكانيكي.
- وحدة النقل واسعاف المرضى، وتتكون من عدد 20 سيارة إسعاف مجهزة بمسعفين وكذلك وحدة الإسعاف الطائر.
- وحدة الأمن والسلامة.

## العاملين بالمركز
- 1230 عنصر طبى
- 1470 عنصر طبى مساعد
- 2700 عنصر ادارى وهندسي وخدمى.